# マーチソン隕石
マーチソン隕石（マーチソンいんせき、英: Murchison meteorite）は、1969年9月28日にオーストラリア・ビクトリア州のマーチソン付近に飛来した隕石である。タイプIIの炭素コンドライトに分類される。
隕石は、落下中に3つに分裂して13㎢の範囲に落下し、合計で約100㎏が回収された。最大のものは7㎏で、680gのものは、建物の屋根を突き破り、干し草の中から回収された。
隕石中にピペコリン酸といった生体内で見つかる有機酸や、
グリシン、アラニン、グルタミン酸といったタンパク質を構成するアミノ酸のほか、イソバリン、シュードロイシンといった、生体では見られないアミノ酸も発見されている。発見当初、これらのアミノ酸はキラリティ比（光学異性体となるL型とD型の比）が等量であるラセミ体であるとされたことから、地球上の分子の混入ではなく地球外で生成され地球に輸送されたと考えられた。基本的な分子からアミノ酸が生成することを示した、ユーリー・ミラーの実験で見られたのと同様の複雑なアルカン混合物も発見されている。また、人の皮脂により汚染された場合によくみられるセリンやトレオニンといったものも発見されなかった。
ところが、その後に発展した光学分析技術により、発見されたアラニンが実はラセミ体ではなく左旋性のL型のものが 1 - 2％多いという鏡像体過剰 (ee) が確認された。そのため、見つかったアミノ酸は生体のタンパク質の合成・分解過程で集積したL型が隕石に付着したものではないか、つまり標本が陸上で汚染された結果ではないか、と調査結果への疑いの目が向けられることとなった。しかし、100％ に近くなる生体分子での ee とは明らかに異なることや、また非タンパク質アミノ酸であるイソバリンにもL型の過剰が見出され、生体分子起源説は否定に傾き、さらに1997年にアラニンに含まれる窒素 15N の同位体比が隕石の標本ごとに大きなばらつきが見られることから、アミノ酸の窒素は地球由来のものではないことが強く示唆された。 
なお、ホモキラリティーが生じる原因について、L-プロリンの研究などで、生化学的な原因ではなくアミノ酸自体がもつ自己触媒作用によりわずかな不斉が増幅されて起きた結果とする説がある。直接的にも、原始星雲内のキラルが円偏光した紫外線の照射を受け一方のエナンチオマーが光学的に分解されてラセミ体から変化したとする説もある。